# کوارته د هوئربا
کوارته د هوئربا (به اسپانیایی: Cuarte de Huerva) یک دهستان در اسپانیا است که در comarca de Zaragoza واقع شده‌است. کوارته د هوئربا ۸ کیلومتر مربع مساحت و ۱۱٬۰۴۳ نفر جمعیت دارد.